# لوك سالا
لوك سالا (بالهولندية: Luc Sala)‏ هو كاتب هولندي، ولد في 13 ديسمبر 1949 في لايدن في هولندا.